# Euphorbia celerieri
Euphorbia celerieri es una especie fanerógama perteneciente a la familia Euphorbiaceae. Es endémica de Marruecos.

## Taxonomía
Euphorbia celerieri fue descrita por (Emb.) Emb. ex Vindt y publicado en Travaux de l'Institut Scientifique Chérifien, Série Botanique 6: 143. 1953.
Etimología
Euphorbia: nombre genérico que deriva del médico griego del rey Juba II de Mauritania (52 a 50 a. C. - 23), Euphorbus, en su honor – o en alusión a su gran vientre –  ya que usaba médicamente Euphorbia resinifera. En 1753 Carlos Linneo asignó el nombre a todo el género.
celerieri: epíteto otorgado en honor del geógrafo francés Jean Celerier (1887 - 1962) que publicó numerosos trabajos sobre Marruecos.
Sinonimia
- Euphorbia pinea subsp. celerieri Emb.
- Tithymalus celerieri (Emb.) Soják